# Hermann Schwarz
Hermann Amandus Schwarz (25 de enero de 1843 - 30 de noviembre de 1921) fue un matemático alemán conocido por su trabajo en análisis complejo. Nació en Hermsdorf, Silesia (ahora Sobieszów, Jelenia Gora, Polonia) y murió en Berlín. Se casó con Marie Kummer y tuvieron seis hijos.
Schwarz inicialmente estudió química en Berlín pero Kummer y Weierstraß lo persuadieron para que se hiciera matemático. Entre 1867 y 1869 trabajó en Halle, después en Zürich. Desde 1875 trabajó en la Universidad de Göttingen, tratando los temas de teoría de funciones, geometría diferencial y cálculo de variaciones.
Su trabajo de “búsqueda de una superficie mínima” lo acabó en la Academia de Berlín en 1867 pero no fue impreso hasta 1871, y reimpreso en su Colección de artículos matemáticos (1890).
En 1892 se convirtió en miembro de la Academia de las ciencias de Berlín y en profesor de la Universidad de Berlín. Algunos de sus estudiantes más importantes fueron Lipót Fejér, Paul Koebe y Ernst Zermelo. Falleció en Berlín con 78 años de edad.

## Teorema de Schwarz
En análisis es conocido este teorema para comprobar la derivabilidad de una función de varias variables.
Sea {\displaystyle f:A\subseteq \mathbb {R} ^{2}\longrightarrow \mathbb {R} } una función cuyas derivadas parciales segundas son continuas, entonces se cumple que son simétricas:
- {\displaystyle {\frac {d^{2}f}{dx\,dy}}={\frac {d^{2}f}{dy\,dx}}}.

De forma más general, se puede extender a una función vectorial {\displaystyle F:A\subseteq \mathbb {R} ^{n}\longrightarrow \mathbb {R} ^{m}} donde, para dos derivadas parciales de cualquier variable {\displaystyle x_{i},x_{j}} con {\displaystyle 1\leq i,j\leq n}, se cumple que
- {\displaystyle {\frac {d^{2}F}{dx_{i}\,dx_{j}}}={\frac {d^{2}F}{dx_{j}\,dx_{i}}}}

Esta simetría que se aplica a la segunda derivada, se extiende a todas las derivadas, en el caso de que las derivadas sucesivas de la función sean continuas. Por ejemplo, en la tercera derivada ocurre que
- {\displaystyle {\frac {d^{3}f}{dx\,dx\,dy}}={\frac {d^{3}f}{dx\,dy\,dx}}={\frac {d^{3}f}{dy\,dx\,dx}}}